# نافض
النافض أو النفضان (بالإنجليزية: Chills)‏ هو ارتجاف يحدث خلال حمى مرتفعة، ويحدث بسبب السيتوكينات والبروستاغلاندينات (وسائط التهابية) التي تنتج كجزء من ردة الفعل المناعية للجسم، وترفع نقطة تنظيم حرار الجسم البشري في منطقة الوطاء في الدماغ. يدعى النافض الشديد مع ارتعاد عنيف بالصمل (بالإنجليزية: rigors)‏.

## فيزيولوجيا
يحدث النفضان كمحاولة من الجسم للارتجاف الفعال بحيث يرفع درجة حرارته إلى نقطة محددة، ولكن تحديد هذه النقطة ارتفع بفعل تأثير العوامل الالتهابية وبالتالي يشعر الجسم بالبرودة رغم أنه في حمى.

## الأسباب
ينشأ النفضان لأسباب
- إنفلونزا
- التهاب اللوزتين
- ذات الرئة الالتهابية
- خمج قناة الصفراء
- التهاب الحويضة والكلية
- أعراض انسحاب الأفيون
- خراج وعائي
- البرداء أو الملاريا
- أثر جانبي لعلاج بالأمفوتيريسين ب
- أمراض عامة